# Asota biplagiata
Asota biplagiata là một loài bướm đêm trong họ Erebidae.